# Кримськ
Кри́мськ — місто в Росії, адміністративний центр Кримського району Краснодарського краю.
- Населення 56,2 тисяч мешканців (2005)
- Розшташовано на березі річки Адагум, за 87 км від Краснодара
- Залізнична станція Кримська на лінії Краснодар-Новоросійськ.

## Історія
- 1858 — побудована фортеця Кримська, названа на честь Кримського піхотного полку
- 25 липня 1862 — 140 солдатів-відставників виявили бажання поселитися навколо фортеці. Солдатів-поселенців приписали до кубанського козацтва, дали їм наділи землі. Так виникла станиця Кримська. Пізніше сюди прибували козаки з інших станиць Кубані, переселенці з України, з південних і центральних районів Росії, Молдови
- 1866 — початок нафтовидобутку в районі
- 1885 — будівництво залізниці з Єкатеринодара до Новоросійська
- 1886 — побудована церква Архангела Михайла
- 1932 — побудований консервний комбінат «Гігант»
- 1958 — станиця отримала статус міста і ім'я Кримськ.

## Економіка
- Харчова промисловість: консервний комбінат, винний, молочний заводи тощо. Комбікормовий завод
- Виробництво будматеріалів
- В районі вирощують зернові, овочі, виноград, тютюн, коноплі.
- Плодівництво. Молочно-м'ясне скотарство.

## Визначні пам'ятки
- Залишки валів Кримської фортеці.
- Курган Карагодеуашх — поховання меотського вождя останньої чверті IV століття (досліджений у 1888 Е. Д. Феліциним). Виявлені в гробниці золоті прикраси, срібні судини, чернолаковая кераміка, амфори і інші реліквії зберігаються в Ермітажі.
- Краєзнавчий музей.